# Crisip de Cnidos
Crisip de Cnidos (en llatí Chrysippus, en grec antic Χρὐσιππος) era un metge grec del segle iv aC. Fill d'Erineu i contemporani de Praxàgores de Cos.
Fou pupil d'Èudox de Cnidos i de Filistió. Va anar a Egipte amb el seu tutor. Va escriure diversos treballs que en general es conserven i algunes de les seves opinions van ser recollides per Galè.